# Sijaj (singolo Ramil')
Sijaj (in russo Сияй?; lett. "Brillare") è un singolo del cantante russo Ramil', pubblicato il 10 luglio 2020 come primo estratto dal terzo album in studio omonimo.
È stato riconosciuto col Novoe Radio Award al miglior singolo.

## Video musicale
Il video è stato reso disponibile il 29 settembre 2020 attraverso il canale YouTube dell'artista.

## Tracce
Testi di Roman Aleksandrovič Orlov, musiche di Zane98.
1. Sijaj – 2:01

## Successo commerciale
Sijaj è risultata la 4ª hit di maggior successo del 2020 su VK Music, la seconda principale piattaforma streaming russa.

## Classifiche
| Classifica (2020-23) | Posizione massima |
| -------------------- | ----------------- |
| Estonia              | 40                |
| Moldavia             | 83                |
| Russia               | 53                |